# Diego Altube Suárez
Diego Altube Suárez (Madrid, 22 de febrero de 2000) es un futbolista español que juega como guardameta en el C. D. Feirense de la Segunda División de Portugal. 

## Trayectoria
Es un guardameta formado en la cantera del Club Deportivo Betis Club de Fútbol vallisoletano, en el que estuvo de 2006 a 2010, año en el que ingresó en el Real Valladolid Club de Fútbol y donde estuvo hasta 2016.
En 2016 el Real Madrid Club de Fútbol se fijó en él y le fichó para formar parte del equipo juvenil "C". El guardameta madrileño en las siguientes temporadas jugaría en el juvenil "B" y juvenil "A", respectivamente.
En 2019 ascendió al equipo filial —el Castilla—, para disputar la Segunda División "B". Durante las temporadas 2019-20 y 2020-21 fue el tercer portero del primer equipo del Real Madrid, siendo habitualmente convocado por Zinedine Zidane en la segunda de ellas.
El 9 de julio de 2021 fue cedido una temporada al Club de Fútbol Fuenlabrada, entonces equipo de la Segunda División. Un año después, el 18 de julio, se oficializó su incorporación al Albacete Balompié por dos años tras haberse desvinculado del Real Madrid.
El 1 de agosto de 2024 fichó por el Zamora C. F. Jugó siete partidos y un año después de su llegada se marchó a Portugal para competir en su Segunda División con el C. D. Feirense.

## Clubes
Actualizado a 5 de enero de 2024.
| Club                       | País          | Año           | Partidos jugados | Goles recibidos |
| -------------------------- | ------------- | ------------- | ---------------- | --------------- |
| Real Madrid Castilla C. F. | España        | 2019-22       | 14               | 20              |
| C. F. Fuenlabrada (cedido) | España        | 2021-22       | 24               | 31              |
| Albacete Balompié          | España        | 2022-24       | 20               | 24              |
| Zamora C. F.               | España        | 2024-2025     |                  |                 |
| C. D. Feirense             | Portugal      | 2025-         |                  |                 |
| Total carrera              | Total carrera | Total carrera | 58               | 75              |